# Повелитель мух (фильм, 1963)
«Повелитель мух» (англ. Lord Of The Flies, 1963) — кинофильм. Экранизация одноимённого произведения Уильяма Голдинга, который лично поддержал фильм. Фильм был снят в 1961, однако выпустили его только в 1963.

## Подбор актёров
Выбирая состав актёров, Питер Брук отсмотрел более чем 3000 мальчиков. Родителям выбранных детей предварительно были разосланы специальные копии романа, из которых были удалены некоторые эпизоды. 11-летний Хью Эдвардс из Хартфордшира получив роль Хрюши, написал режиссёру письмо, в котором режиссёр прочитал: «Милостивый государь, я толстый и ношу очки». Этот мальчик учился в школе в Кемберли, поэтому сцена, где Хрюша рассказывает историю Кемберли, вероятнее всего не была заранее подготовлена и являлась импровизацией (так как в книге она отсутствует).

## Производство
Съёмки начались 17 апреля 1961 года на острове Вьекес, в то время как за два дня до этого разразилась Операция в заливе Свиней. Это частично сказалось на съёмках, так как раненые были эвакуированы в госпиталь ВМС США на Вьекес. Завершились съёмки в августе того же года. Монтировался фильм во Франции, так как изначально готовился к показу на Каннском кинофестивале.
Большая часть задействованных в съёмках мальчиков не читала книгу и на начальном этапе съемочного периода Питер Брук в значительной степени обходился без сценария, поощряя в своих юных актёрах способности к импровизации. Тем не менее, большая часть диалогов в фильме почти дословно взяты из книги и в то же время в титрах фильма не указан никакой сценарист. Поскольку съёмки велись на настоящих тропических пляжах, то из-за шума прибрежных волн ни один из диалогов мальчиков невозможно было записать вживую при съёмке, поэтому в конце каждого дня мальчиков отводили в тихое место, где отдельно записывали их реплики из отснятых за день сцен. Единственная сцена, которая ни разу не была переозвучена, это та, где Хрюша рассказывает историю Кемберли.
Звук шелеста парашюта мёртвого пилота был замедленной записью мурлыканья кота редактора фильма Джеральда Фейла.
Организация BBFC дала фильму рейтинг «X», поэтому никто из снявшихся детей потом не присутствовал на премьере, хотя все они, будучи занятыми в фильме, были в разной степени знакомы со сценарием.

## Сюжет
Группа английских школьников чудом спасается после авиакатастрофы. Они оказываются одни на пустынном острове. Помощи ждать неоткуда и приходится осваиваться в необычных условиях, вести себя по-взрослому. Один из ребят, Ральф, избирается лидером. Изначально устанавливаются общие правила: говорит тот, в чьих руках морская раковина; устанавливается дежурство по поддержанию сигнального огня.
На острове обнаруживается дикая свинья, за которой начинается охота. Во время очередной вылазки над островом пролетает самолёт, однако в порыве охотничьей страсти о костре забывают, он гаснет, и самолёт не замечает ребят.
Тем временем в лагере начинаются разногласия, что приводит к расколу. Часть ребят под началом Ральфа продолжают гнуть взрослую линию, вторая часть, «охотники», возглавляемые Джеком Меридью, игнорируют правила и уходят жить отдельно. Разыгравшееся детское воображение рисует на острове опасности. Ощущение незащищенности заставляет ребят из «взрослого лагеря» перейти к «охотникам».
Одному из мальчиков, Саймону, не даёт покоя загадка пещерного «чудовища», которого все боятся. Он устраивает собственное расследование и обнаруживает в пещере скончавшегося пилота. Саймон торопится сообщить эту весть остальным ребятам, занятым ритуальными танцами в честь убитой дикой свиньи. В темноте приняв Саймона за «чудовище», «охотники» совершают человеческое убийство. Следующей жертвой, уже вполне осознанно, становится полный парень «Хрюша».
Ральф остается один, и начинается его травля. Развязка наступает в самый кульминационный момент, когда «охотники» практически настигают Ральфа — на остров высаживаются английские моряки, которые обнаруживают остров и самих мальчиков в ужасном состоянии…

## Отличия от книги
Самым главным отличием от книги в фильме, как и в версии 1990 года, является полное отсутствие самого Повелителя Мух как такового. В романе автор называет этим именем голову убитой свиньи, насаженной охотниками Джека на кол после одной из удачных охот. Когда с ней сталкивается Саймон, который психически болен, голова начинает с ним разговаривать и подтверждает догадку Саймона, что «Зверь», которого они все так боятся, находится в самих детях. Название книги «Повелитель мух» является буквальным переводом с древнееврейского имени языческого бога — Бааль звув (בעל זבוב), чьё имя (Вельзевул) в христианстве стало ассоциироваться с дьяволом, который, собственно, и изображён в книге как настоящий «Зверь». В фильме сцена общения Саймона с головой полностью немая, и намёк на Повелителя Мух создаёт только оглушительное жужжание мух вокруг головы.
Раковина в фильме пропадает после смерти Хрюши, в книге она разбивается, когда мальчик падает в море. Разбивание раковины, которая давала тому, кто её держал, право высказываться, является своеобразным сигналом к тому, что отныне с цивилизованными правилами и демократией на острове покончено и Ральф больше не имеет никакой силы голоса.
Саймон в фильме выглядит бледнолицым блондином, в книге он смуглый брюнет. Такое описание дано Голдингом, чтобы олицетворить его подобно Иисусу Христу. В фильме, однако, внешность Саймона больше напоминает современное западное представление об облике Иисуса.
В фильме урезана финальная травля Ральфа, которая сводится к тому, что он мечется в дыму по лесу и наконец выбирается на берег. В книге Ральф, влекомый страхом, сам того не ведая, опускается до уровня дикарей и нападает с собственным копьём на двух мальчиков, нанося им серьёзные травмы.
В фильме вся финальная сцена с морским офицером сделана полностью немой. В книге Ральф рассказывает, что в результате их «игры» погибли два мальчика. Офицер упрекает детей в том, что подобного от английских мальчиков он не ожидал. Эта фраза отсылает к одному из начальных эпизодов романа, где дети бахвалятся тем, что они англичане и поэтому сумеют установить на острове цивилизованный порядок.

## Актёры
- Джеймс Обри — Ральф
- Том Чапин — Джек Мэридью
- Хью Эдвардс — Хрюша
- Роджер Элвин — Роджер
- Том Гаман — Саймон
- Николас Хэммонд — Роберт

## Локация
Съёмки проходили в пригородах городов Агуадилья и Эсперанза на острове Вьекес в Пуэрто-Рико, а также на горе Эль-Юнке на Кубе.

## Версия фильма
В целом Питер Брук отснял съемочного материала на 60 часов, из которого, согласно редактору Джеральду Фейлу, был смонтирован фильм продолжительностью 4 часа.
Спустя полтора года для Каннского кинофестиваля, который прошёл с 9 по 22 мая 1963 года, фильм был сокращён до 100 минут. Урезание потребовало переозвучки некоторых сцен. У Джеймса Обри, который играл Ральфа, к тому моменту уже начал меняться голос и при переозвучке его реплики были записаны в пониженном на треть октавы с помощью электроники режиме. Но тем не менее в фильме местами всё же можно заметить разницу в голосовом тембре Ральфа. А вот Том Чапин к тому моменту избавился от своего английского акцента, и все его реплики пришлось полностью переозвучить другому мальчику.
Когда фильм готовился к показу в США, то американские дистрибьюторы настаивали на том, чтобы сократить продолжительность фильма до 90 минут, и этим требованиям пришлось подчиниться. Были вырезаны один эпизод с огнём и несколько эпизодов, развивающих линию Ральфа. В конечном итоге именно эта третья версия получила сегодня большое распространение.

## Награды
В 1963 году на Каннском кинофестивале режиссёр Питер Брук был выдвинут на Золотую пальмовую ветвь.